# Aparna (Mythologie)
Aparna (Sanskrit अपर्णा aparṇā „blattlos“) ist in der indischen Mythologie die Tochter von Himavat, dem Gott des Schnees und des Himalayas und der Mena.
Ihre Schwestern waren Ekaparna und Ekapatala. Alle drei Schwestern befleißigten sich extremer asketischer Übungen (Tapas). Ekapatala (ekapāṭalā „ein Patala“) lebte von einem einzelnen kleinen Baum (Bignonia suaveolens, Sanskrit पाटल pāṭala), Ekaparna (ekaparṇā „ein parna“; Sanskrit पर्ण parṇa „Blatt“) lebte von einem Blatt, Aparna („kein Blatt“) lebte jedoch von gar nichts. Das veranlasste ihre besorgte Mutter schließlich, sie mit dem Ruf „u mā“ („oh nein, tu es nicht!“) zu bitten, von dieser Übersteigerung der Askese abzulassen.
Von diesem Ausruf leitet sich ihr anderer Name Uma ab, unter dem sie die Gattin Shivas wurde, der ja Gott und Schutzherr der Askese und Vorbild aller Yogis ist. Die Frau Shivas ist besser bekannt als Parvati. Daher sind Uma und Aparna Beinamen der Parvati.